# Wolbrom
Wolbrom è un comune urbano-rurale polacco del distretto di Olkusz, nel voivodato della Piccola Polonia.
Ricopre una superficie di 150,82 km² e nel 2004 contava 23 470 abitanti.